# Toby Walsh
Toby Walsh es un científico jefe de UNSW.ai, el Instituto de IA de UNSW Sydney.  Es miembro Laureate y profesor de inteligencia artificial en la Escuela de Ingeniería y Ciencias de la Computación de la UNSW  en la Universidad de Nueva Gales del Sur  y Data61 (anteriormente NICTA).  Se ha desempeñado como director Científico de NICTA, el centro de excelencia de Australia para la investigación de TIC. Se destaca por su trabajo en inteligencia artificial, especialmente en las áreas de elección social, programación de restricciones y satisfacibilidad proposicional. Ha formado parte del Consejo Ejecutivo de la Asociación para el Avance de la inteligencia artificial. 

## Carrera profesional
Recibió una maestría en física teórica y matemáticas de la Universidad de Cambridge y una maestría en ciencias y doctorado. Licenciado en inteligencia artificial por la Universidad de Edimburgo. Ha ocupado puestos de investigación en Australia, Inglaterra, Irlanda, Italia, Francia, Alemania, Escocia y Suecia. Ha sido editor jefe  del Journal of Artificial Intelligence Research, y de AI Communications . Presidió varias conferencias en el área de inteligencia artificial, incluida la Conferencia Conjunta Internacional sobre inteligencia artificial.  Es editor del Handbook of Constraint Programming,  y del Handbook of Satisfiability.  Propuso la idea de las leyes de bandera roja de Turing, que requieren que cualquier sistema de inteligencia artificial se identifique como un programa de computadora para evitar la confusión humana. 
En 2015, ayudó a publicar una carta abierta  pidiendo la prohibición de las armas autónomas ofensivas que atrajo más de 20.000 firmas. Posteriormente dio una charla en TEDxBerlin sobre este tema.  En 2017, organizó una carta abierta pidiendo una prohibición firmada por más de 100 fundadores de empresas de IA y robótica. También en 2017, organizó una carta  dirigida al primer ministro de Australia pidiendo que Australia negociara una prohibición firmada por más de cien investigadores australianos que trabajan en inteligencia artificial. En 2022, fue uno de los 121 australianos destacados a los que se les prohibió viajar a Rusia de forma indefinida  por sus críticas abiertas al uso de la IA por parte del ejército ruso.
En 2018, presidió el Grupo de Trabajo de Expertos del Consejo Australiano de Academias Cultas (ACOLA) que preparó un Informe de exploración del horizonte sobre el " Despliegue de la inteligencia artificial y lo que presenta para Australia" a petición del científico jefe de Australia, el Dr. Alan Finkel. y en nombre del Consejo Científico de la Commonwealth. Además, Tom Ballard lo entrevistó en ABC Comedy, donde habló sobre la "revolución de los robots". 

### Producción bibliográfica
Es autor de cuatro libros sobre inteligencia artificial para un público general: 
- "It's Alive!: Artificial Intelligence from the Logic Piano to Killer Robots", [15] analiza la historia y el presente de la IA.
- "2062: The World that AI Made", [16] analiza el impacto potencial que la IA tendrá en nuestra sociedad.
- "Machines Behaving Badly: the Morality of AI", [17] analiza los desafíos éticos de la IA.
- "Faking It: Inteligencia artificial en un mundo humano", sos cuatro libros publicados por Black Inc. Están disponibles en diez idiomas diferentes: chino, inglés, alemán, coreano, polaco, rumano, ruso, taiwanés, turco y vietnamita.

## Honores y premios
- En 2023, Walsh ganó el Premio Celestino Eureka para la Promoción de la Comprensión de la Ciencia por su trabajo sobre inteligencia artificial. [18]
- En 2020, fue elegido miembro de la ACM y miembro de la Asociación Estadounidense para el Avance de la Ciencia.
- En 2018, quedó segundo en el premio anual Persona/s del Año de la Asociación de Control de Armas. [19]
- En 2016, fue elegido miembro de la Academia Australiana de Ciencias, [20] ganó el Premio Premier de NSW a la excelencia en ingeniería y TIC, [21] y fue nombrado profesor de Scientia en la UNSW. [22]
- En 2015, la Asociación para la Programación de Restricciones le otorgó el Premio a la Excelencia en Investigación, [23] que identifica y honra a las personas más influyentes en este campo.
- En 2014 ganó el Premio Humboldt. [24]
- En 2008, fue elegido miembro de la Asociación para el Avance de la Inteligencia Artificial [25] por "contribuciones significativas y sostenidas a la deducción automatizada y la programación de restricciones, y por su extraordinario servicio a la comunidad de IA".
- En 2003, fue elegido miembro de la Asociación Europea para la Inteligencia Artificial [26] en reconocimiento a sus "contribuciones significativas y sostenidas al campo de la inteligencia artificial".